# Tomomi Tanaka (Leichtathletin)

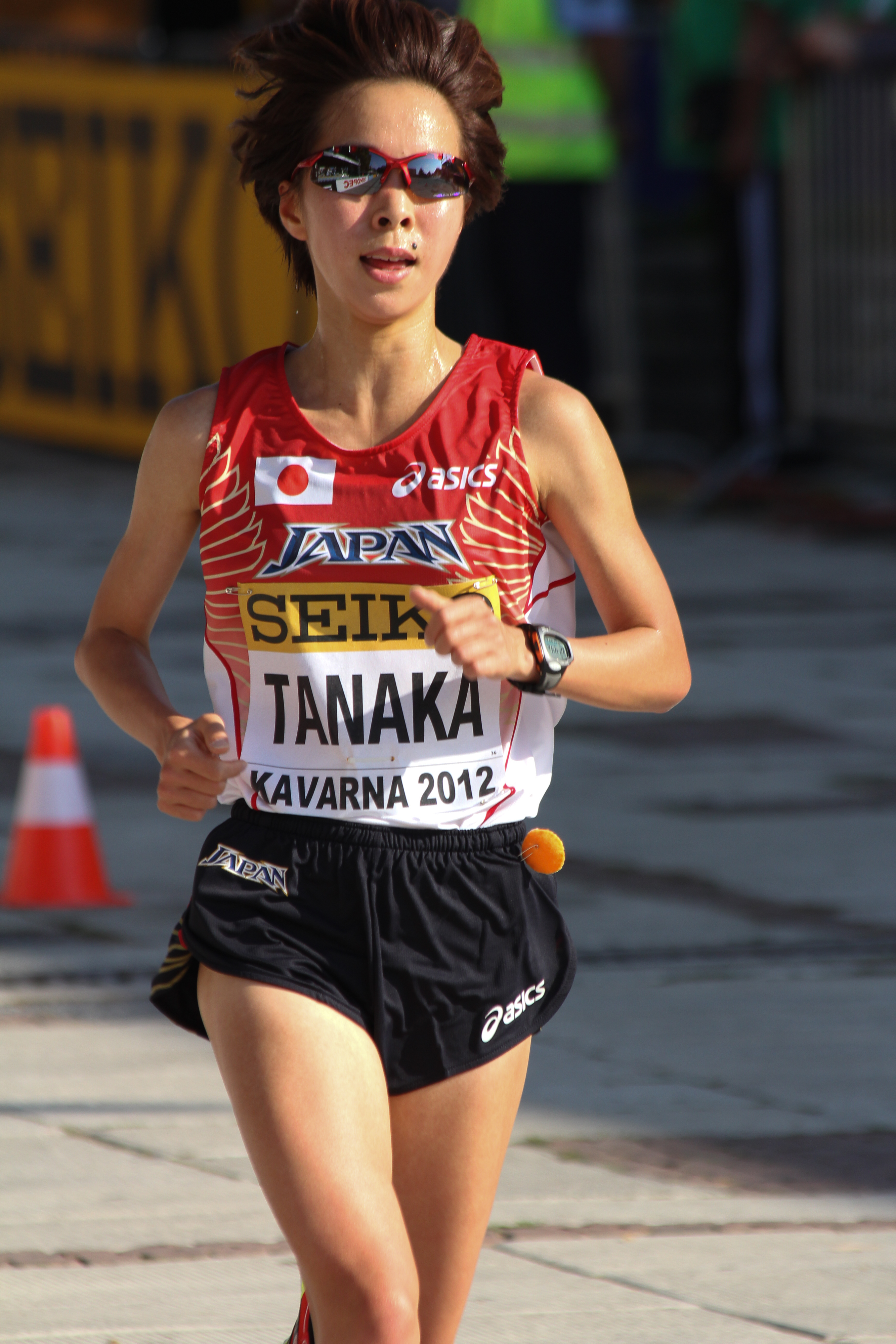
Tomomi Tanaka, 2012

Tomomi Tanaka (jap. 田中 智美, Tanaka Tomomi; * 25. Januar 1988 in Narita) ist eine japanische Langstreckenläuferin.
Am 6. Oktober 2012 belegte sie bei den Halbmarathon-Weltmeisterschaften in Kavarna nach 1:11:09 h den 8. Platz.
2014 gewann sie bei ihrer zweiten Marathonteilnahme den Yokohama-Marathon in 2:26:57 h.
Tanaka studierte an der Tamagawa-Universität und gehört zur Frauenleichtathletikmannschaft des Versicherers Dai-ichi Seimei Hoken.

## Persönliche Bestzeiten
- 5000 m: 15:37,59 min, 16. Juli 2015, Abashiri
- 10.000 m: 32:08,74 min, 9. Juli 2015, Fukagawa
- Halbmarathon: 1:09:24 h, 16. Februar 2014, Yamaguchi
- Marathon: 2:23:19 h, 13. März 2016, Nagoya-Marathon